# Alassane Ndao
Alassane Ndao (* 20. Dezember 1996 in Dakar) ist ein senegalesischer Fußballspieler.

## Karriere

### Verein
Er begann seine Karriere in seiner Heimat beim AS Dakar Sacré-Cœur. Im Januar 2020 wechselte er in die Türkei zu Fatih Karagümrük, mit welchem er in die Süper Lig aufstieg. Seit der Saison 2021/22 spielt er in Saudi-Arabien für al-Ahli in der Saudi Professional League.

### Nationalmannschaft
Seinen ersten Einsatz für die Nationalmannschaft des Senegal hatte er am 15. Juli 2017 während der Qualifikation zur Afrikanischen Nationenmeisterschaft 2018 bei einem 1:1 gegen Sierra Leone. Er stand in der Startelf und wurde in der 83. Minute gegen Moussa Marone ausgewechselt. Nach der Qualifikationsphase blieb er ohne weiteren Einsatz.